# Лепа Брена
Лепа Брена (серб. Лепа Брена / Lepa Brena), настоящее имя Фахрета Живоинович, в девичестве Яхич (серб. Фахрета Јахић-Живојиновић / Fahreta Jahić-Živojinović, родилась 20 октября 1960 в Тузле) — югославская и сербская певица, актриса и продюсер, самая популярная певица не только Сербии, но и стран бывшей Югославии (в мире продано более 40 миллионов экземпляров её альбомов).

## Биография

### Ранние годы
Фахрета Яхич родилась 20 октября 1960 года в городе Тузла (тогда Социалистическая Республика Босния и Герцеговина в составе Югославии), детство провела в городе Брчко. Второй ребёнок в семье Абида и Ифеты Яхичей. Отец по профессии был врачом, а мать швеёй. У Фахреты есть также сестра Факета и брат Фарук. Семья жила в скромной двухкомнатной квартире, однако сама Лепа Брена утверждает, что не испытывала недостатка ни в чём, когда была ребёнком.
Уже в самом детстве родители обнаружили у неё дар к пению. Первую песню Фахрета услышала на граммофоне, а затем исполняла её часто перед семьёй. В пятом классе выступала на фестивале «Юные строители» с песней «Сыграй ещё, друг мой» (серб. Sviraj jos prijatelju moj), где заняла первое место. Окончила гимназию имени Заима Мушановича с отличием. Помимо всего прочего, она увлекалась баскетболом, играя в команде «Интерплет» города Брчко (рост Фахреты тогда составлял 176 см). Именно там ей учитель физкультуры и подарил прозвище «Брена», благодаря которому вскоре и появился псевдоним. Полный сценический псевдоним у Фахреты появился благодаря югославскому ведущему Миловану Иличу, который стал её называть «Лепа» (рус. Красивая).
Позднее Фахрета твёрдо решила заняться карьерой певицы. После успеха на конкурсе её пригласили в группу Yudexi на прослушивание. Времени с семьёй она проводила не так много, поскольку часто посещала дом культуры, занималась танцами и участвовала в конкурсе. Фахрета мечтала исполнять любимые зрителями песни, однако дома исполняла только севдалинки, которые очень нравились её матери. В 1979 году Брена переехала в Белград и поступила на факультет естественных наук Белградского университета по специальности «Туризм».

### «Лира шоу»
Вскоре брат Фахреты пошёл в среднюю школу, а её сестра не могла найти работу. Половину зарплаты отца приходилось отправлять в Белград, а вторую половину приходилось расходовать на всю семью. После года обучения она ушла из университета и уехала в Брчко, где начала подрабатывать певицей за вознаграждение, став постоянным завсегдатаем танцев и праздников и прославившись на весь город. В Брчко в начале 1980-х годов выступал коллектив «Лира шоу» вместе с Сашей Поповичем. Когда их вокалистка Спаса ушла из группы по причине свадьбы, они подали объявление на поиск новой вокалистки.
В Брчко группа узнала о рок-певице, выступавшей в доме культуры имени Васы Пелагича — Фахрете Яхич. Она показалась музыкантам очень странной и даже смешной после её слов: «В общем, я не пою народные песни, но буду учиться». Хотя группа согласилась принять Фахрету в свой состав, родители возражали против такого решения: отец не хотел, чтобы его дочь была певицей в кафане, однако та заявила, что пойдёт туда даже против воли родителей. После этого отец и мать изменили своё решение и разрешили дочери петь в группе. 5 апреля Яхич отправилась на поезде в Бачку-Паланку, где на следующий день дала концерт.
6 мая 1980 года Брена появилась в гостинице «Турист» с группой и дала там концерт. После многочисленных путешествий по Сербии и двухлетней работы в 1982 году «Лира шоу» стала работать в гостинице «Парк» в Нови-Саде. В большинстве своём группа была популярна благодаря песням, а вот Брене часто доставалась порция критики по причине глупого внешнего вида и скудной одежды. Её образцами для подражания были поп-звёзды и деятели сексуальной революции, и в итоге Брена сама стала себе создавать одежду — она сама делала рисунки своих костюмов и отправляла их матери. Хотя Ифета протестовала против такого внешнего вида дочери, против её воли она не могла пойти. Другой проблемой было полное телосложение Фахреты, за что её тоже критиковали, однако она в 1982 году в интервью сказала, что не собирается слушать чужие мнения и будет одеваться по своему желанию. По её словам, Лайза Миннелли выступала в фильме «Кабаре» в шортах и подтяжках, когда ей было уже 45 лет, и следовать ложной морали Лепа Брена не собирается.

### «Slatki greh»
Осенью 1981 года Лепа Брена дала концерт в белградской гостинице «Таш», где и начался её путь к славе. Директор гостиницы, бывший баскетболист Владимир Цветкович стал первым продюсером певицы, встретившись с Милутином Поповичем-Захаром и сумев записать на пластинку десять песен (под лейбом PGP-RTB). В том же году «Лира шоу» была переименована в «Slatki greh». В альбоме под названием «Čačak, Čačak» некоторые песни позволили Лепе Брене попасть в хит-парад. Однако по причине неприемлемого внешнего вида Йован Ристич вырезал выступление Лепы Брены из концерта и предоставил её Миловану «Минимаксу» Иличу, который в своём шоу «Pretežno vedro» и добавил эпитет «Лепа» к псевдониму Фахреты. Так Фахрета познакомилась с кинематографом, появившись в фильме «Жёсткая кожа» (серб. Tesna koža).
В 1983 году при сотрудничестве с Захаром Лепа Брена выпустила свой второй альбом. Песни «Mile voli disko», «Duge noge» и «Dama iz Londona» стали мега-хитами. В том же году Лепа Брена приняла участие в отборе на Евровидение с песней «Sitnije, Cile, sitnije». Песня стала самой популярной за год, хотя в итоге Лепа не сумела одержать победу. В том же году она встретилась с Ракой Джокичем, директором «Estrada Kikinda», который вскоре стал её новым продюсером. Он взял на себя полную заботу о карьере Лепы Брены, а вскоре после этого она организовала первое турне по Югославии. В ходе этого турне её группа дала 17 концертов в белградском Сава-центре. На стадионе мостарского «Вележа» на концерт собрались около 30 тысяч человек. Альбом «Bato, bato» вскоре был выпущен в 1984 году, и группа приобрела новый имидж, который отличался от стиля Поповича. В народе Лепу Брену стали называть «кафанской девочкой», которая стала исполнять уже поп-музыку с более откровенными и провокационными текстами и тем самым завоевала народную популярность.
В том же году Рака Джокич собрал коллектив деятелей кинематографа во главе с режиссёром Мичей Милошевичем и писателем Синишей Павичем. Вместе они сняли комедию «Нет проблем» (серб. Nema problema) с целью раскрутки Брены и «Slatki greh». Фильм завоевал популярность в стране и получил своеобразный югославский «Оскар популярности». Наряду с этим Лепа Брена наладила контакты с Мирославом Иличем, записав пластинку «Jedan dan života» с песней «Živela Jugoslavija». В сараевской «Скендерии» она дала большой концерт в том же году, а вершиной её карьеры в 1984 году стали выступление на церемонии открытия зимней Олимпиады в Сараево и первые гастроли в Европе, США, Канаде и Австралии — в Сиднее на концерт Лепы Брены собрались 12 тысяч человек.
В 1985 году Брена выпустила четвёртый альбом «Pile moje», организовав большой югославский концертный тур в течение нескольких месяцев. В Румынии она дала концерт на стадионе Дана Пэлтинишану в присутствии 60 тысяч человек (рекорд повторился 15 июня 2012). В том же году Лепа Брена повторно участвовала в отборе на Евровидение, но и в этот раз ей не удалось победить. Весной она выпустила пятый альбом «Voli me, voli». В том же году поп-рок группа «Alisa» записала с ней песню «Posle devet godina», известную как «Hej hej dečače».

### Давай влюбимся
К концу 1986 года Брена стала самой популярной певицей страны и фактическим секс-символом. Рака Бокич запланировал к следующему альбому и снять фильм с Лепой Бреной в главной роли. В 1987 году вышел фильм Давай влюбимся (серб. Hajde da se volimo) с одноимённым альбомом. Успех был невероятным — в фильме снимались звёзды кинематографа Драгомир Боянич, Милутин Караджич, Велимир Живонович, Милан Штрлич и другие, после чего вышли ещё два сиквела к фильму «Давай влюбимся 2» и «Давай влюбимся 3», сопровождаемые альбомами Četiri godine i Boli me uvo za sve. Хитами стали песни: Hajde da se volimo, Golube, On ne voli me, Udri Mujo, Biseru beli, Ja pripadam samo tebi, Poželi sreću drugima, Jablane i Čik pogodi. В конце 1980-х и начале 1990-х Лепа Брена давала более 350 концертов в год (в том числе по два концерта в один день). В 1990 году в Белградском центре Сава был дан концерт продолжительностью в 17 дней, а в Болгарии на стадионе «Васил Левски» собрались 90 тысяч человек. На сцене тогда появился вертолёт — подобный трюк Лепа Брена повторила в конце 2011 года.

### Сольная карьера

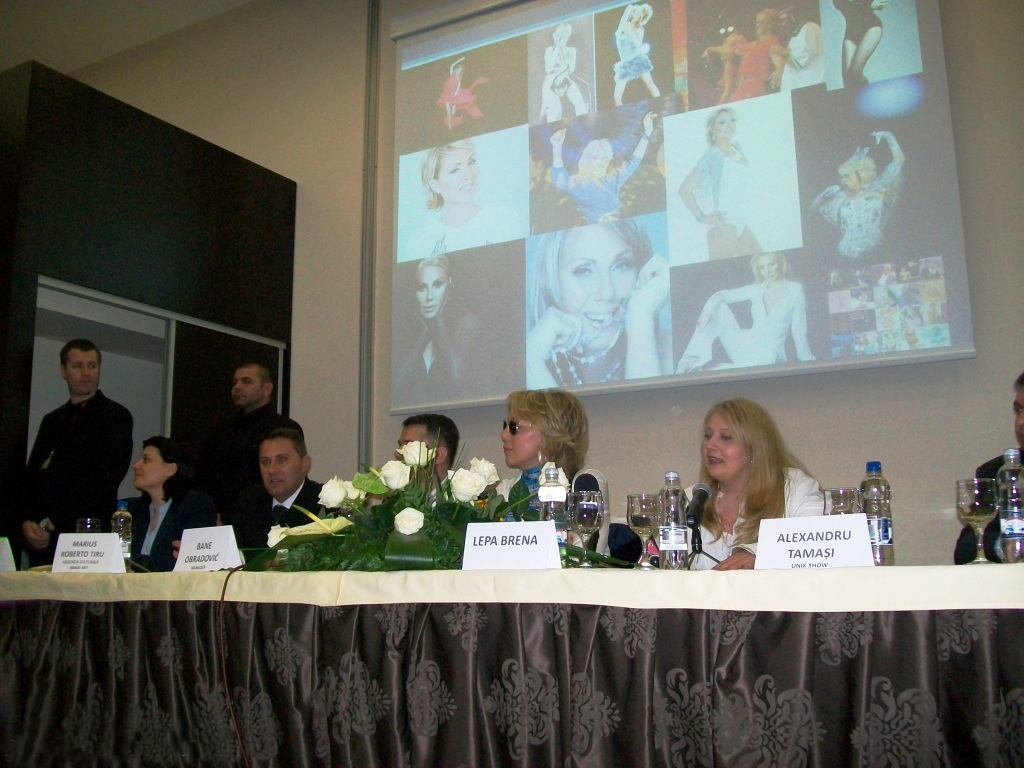
Лепа Брена на пресс-конференции в Румынии (2012)

В 1991 году Лепа Брена записала второй и последний альбом с коллективом «Slatki greh» под именем «Zaljubiška». В СМИ альбом не освещался по причине того, что в ноябре 1992 года Фахрета, катаясь на лыжах, сломала ногу (лечение её продолжалось около полугода). Вскоре она занялась сольной карьерой, которая начиналась очень тяжело: 30 октября 1993 года умер её продюсер Рака Джокич, что стало тяжёлым испытанием для Лепы Брены. В 1994 году после трёхлетнего перерыва Брена выпустила свой первый сольный альбом «Ja nemam drugi dom», дав концерт на стадионе Ташмайдан в присутствии 35 тысяч человек, известный как «Концерт под дождём». В 1995 году был записан альбом «Kazna božija», сопровождавшийся турне по Македонии. В 1996 году вышел ещё один альбом «Luda za tobom», а в 2000 году вышел 12-й альбом группы «Slatki greh» под именем «Pomračenje sunca», после которого Лепа Брена завершила с ним своё сотрудничество.
В 2004 году Лепа Брена выпустила сборник «The Best Of Lepa Brena» с 42 лучшими песнями, а спустя 4 года вышел новый альбом «Uđi slobodno» с 10 новыми песнями (в хит-парад попали «Pazi kome zavidiš» и «Kuća laži»). В 2009 году ею было организована балканское турне, а в 2011 году вышел ещё один альбом «Začarani krug». 20 октября 2011 Лепа Брена в свой день рождения дала концерт на Белградской арене, прибыв туда на вертолёте и выступив на шоу «Operacija Trijumf».
В 2012 году Лепа Брена приступила к записи очередного альбома Izvorne i novokomponovane narodne pesme, где были собраны старинные песни балканских славян (в том числе боснийские, сербские и македонские), а также несколько популярных в 1970-е годы песен. В продажу альбом поступил в декабре 2013 года. Лепа Брена посвятила альбом своей матери Ифете, которая часто пела народные песни маленькой дочке. Спустя месяц после выхода альбома в свет Брена представила ещё две песни: «Ljubav čuvam za kraj» (28 декабря 2013) и «Zaljubljeni veruju u sve» (12 января 2014). Автором текстов стал Хари Варешанович.
19 декабря 2013 года Лепа Брена вместе с такими звёздами постюгославской эстрады, как Драгана Миркович, Северина, Харис Джинович, Аца Лукас и Елена Карлеуша, выступила на благотворительном концерте Горана Бреговича в Олимпийском дворце имени Хуана Антонио Самаранча в Сараево. Средства от концерта были направлены в помощь цыганской общине Боснии и Герцеговины. В город Лепа Брена прибыла за два дня до концерта и успела совершить прогулку с друзьями по городу. В интервью Лепа сказала: «Сараево долго страдало и много пережило, и я рада, что наконец вижу позитивных людей и счастье в этом городе».

### Личная жизнь

#### Семья
7 декабря 1991 года Лепа Брена вышла замуж за теннисиста Слободана Живоиновича, и это событие активно освещалось по всей тогда ещё существовавшей Югославии. Свадьба состоялась в отеле «Интерконтиненталь», причём к свадьбе привлекалось такое большое внимание, что Рака Джокич тогда даже заснял свадьбу на видеокассету, и кассета стала вскоре распространяться по стране. Отношения со Слободаном активно муссировались жёлтой прессой, которая часто публиковала провокационные новости. У Лепы Брены трое детей: Филип (сын от первого брака), Стефан (родился в 1992 году) и Виктор (родился в 1998 году). По некоторым сведениям, Лепа Брена, воспитывавшаяся как суннитская мусульманка, крестилась в православную веру под именем Елена, в чём её часто обвиняет жёлтая пресса.
23 ноября 2000 года её сын Стефан был похищен неизвестными (как оказалось, это была Земунская преступная группировка): те потребовали выкуп в два с половиной миллиона немецких марок наличными. Через пять дней мальчик был освобождён, и Живоиновичи переехали в США, прекратив любые контакты с коллективом «Slatki greh», так как имелись сведения что кто-то из коллектива "Sladki greh" информировал «земунцев», помогая им в похищении Стефана. Из-за этого Лепа временно прекратила свою карьеру, посвящая больше времени семье. В 2014 году в интервью она заявила, что случившееся стало для неё шоком, от которого она до сих пор не может отойти.
Живоиновичи проживают в американском штате Флорида, в Коконат-Крик с 1999 года после бомбардировок НАТО. У Лепы есть дом в Монте-Карло и ещё один особняк на острове Фишер. В 2010 году они с мужем выкупили пятиспальную виллу на одном из островов Майами стоимостью 1,6 миллионов долларов США наличными. С 1998 года Лепа является одной из соосновательниц Grand Slam Group and Grand Production.
22 октября 2010 года трагически погиб 82-летний отец Лепы Брены Абид Яхич: в родном Брчко он был насмерть сбит автобусом. Похороны прошли по мусульманскому обряду: на них присутствовала Лепа Брена со своей семьёй. Как потом говорила Брена, первые месяцы после гибели отца стали самыми тяжёлыми моментами в её жизни. 21 ноября 2014 года не стало и матери Брены, Ифеты Яхич. Её похоронили по мусульманскому обряду рядом с мужем.

#### Политические скандалы
В 2009 году Лепа Брена стала героиней скандала: 30 мая и 13 июня в Сараево и Загребе соответственно значительная часть боснийцев и хорватов бойкотировали её концерты. В те дни в прессе появились фотографии Лепы Брены 1993 года, где она в городе Брчко позировала в мундире Армии Республики Сербской. Ввиду серьёзных этнических разногласий протестующие назвали Фахрету предательницей, поскольку она вышла замуж за серба, родила двух детей и дала им сербские имена. Впрочем, концерты прошли без происшествий. Сама Лепа утверждает, что она носила такой костюм в 1990 году на съёмках клипа «Tamba Lamba» в Африке, а в 1993 году она просто спасала своих родителей из города. Сама она называет себя не сербкой, не боснийкой и не хорваткой, а югославянкой.

#### Проблемы со здоровьем
27 июля 2012 года Лепа была госпитализирована в больницу с диагнозом «венозный тромб», из-за чего отменила августовские концерты и прекратила деятельность на три месяца. В 2004 году ей уже удаляли тромб из руки.
25 июля 2014 года Лепа опять попала в больницу: она отдыхала в Нови-Винодольски и в тот день упала с лестницы, сломав обе руки. Через пять дней её выписали из больницы, и около месяца певица провела в гостинице. 2 января 2015 в Златиборе Лепа снова упала с лестницы, сломав запястье, но в этот раз ей не потребовалось хирургическое вмешательство. Тем не менее, она отменила концерты в городах Живинице и Травник.

### Признание
В настоящее время в городах Нови-Пазар, Крагуевац, Вранье, Ниш, Ужице (Сербия), Тимишоара (Румыния) и Токио (Япония) есть несколько улиц и памятных табличек с именем Лепы Брены. Также она является почётной гражданкой города Кикинда.

## Дискография
- 1981 — Čačak, Čačak / Чачак, Чачак (Город в Сербии)
- 1982 — Mile voli disko / Миле любит диско
- 1984 — Bato, Bato / Бато, Бато
- 1985 — Pile moje / Любимый мой
- 1986 — Voli me, voli / Люби меня, люби
- 1986 — Uske pantalone / Узкие брюки
- 1987 — Hajde da se volimo / Давайте любить
- 1989 — Četiri godine / Четыре года
- 1990 — Boli me uvo za sve / Я не забочусь обо всех
- 1991 — Zaljubiška / Я влюблена
- 1994 — Ja nemam drugi dom / У меня нет другого дома
- 1995 — Kazna Božija / Божье наказание
- 1996 — Luda za tobom / Без ума от тебя
- 2000 — Pomračenje sunca / Солнечное затмение
- 2008 — Uđi slobodno… / Входи свободно
- 2011 — Začarani krug / Заколдованный  круг
- 2013 — Izvorne i novokomponovane narodne pesme / Оригинальные и заново составленные народные песни
- 2018 – Zar je važno da l` se peva ili pjeva/ Разве важно как поётся?

### Мини-альбомы
- 1983 — Sitnije, Cile, sitnije / Немного, Циле, немного
- 1985 — Jedan dan života / Один день жизни

### Сборники
- 1990 — Lepa Brena & Slatki Greh / Лепа Брена и группа Сладкий Грех
- 2004 — Lepa Brena (The Best of — Dupli CD) / Лепа Брена (Лучшие песни)

## Фильмография
Кино
- Tesna koža – Жёсткая кожа (1982)
- Kamiondžije – Дальнобойщики (1983)
- Nema problema – Нет проблем (1984)
- Hajde da se volimo – Давайте любить (1987)
- Hajde da se volimo 2 – Давайте любить 2(1989)
- Hajde da se volimo 3 –Давайте любить 3 (1990)

## Гастрольные туры
- Mile voli disko Tour (1983)
- Bato, Bato Tour (1984)
- Uđi slobodno Tour (2008-10)
- Začarani krug Tour (2011-15)

### Избранные концерты
- Концерт в Доме синдикатов (1987)